# Philip Eyre Gell
Philip Eyre Gell (1723–1795) de Hopton Hall près de Wirksworth, Derbyshire, est un riche aristocrate minier .

## Biographie
Eyre Gell est le fils d'Isabella, cohéritière de la famille Jessop de Broom Hall, Sheffield et John Eyre, et petit-fils de Catherine Gell de Hopton Hall . Le père de Philip prend le nom de famille Gell après avoir hérité de la fortune de la famille Gell en 1732, via sa mère Catherine Gell, fille de Sir John Gell, 2e baronnet, et sœur de Sir Philip Gell (3e baronnet) (en), décédé en 1719 sans héritier direct. À la mort de John Eyre en 1739, le domaine de Hopton Hall et le nom de Gell passent au fils Philip Eyre, l'aîné de sept enfants, dont le frère amiral John Gell (amiral) (en).
La fortune de la famille est fondée sur l'industrie locale du plomb, grâce à la propriété des dîmes de plomb dans les mines de Bakewell, Hope et Tideswell . Gell est connu pour avoir construit la route entre ses intérêts miniers de plomb à Hopton et une nouvelle fonderie à Cromford, nommant la route Via Gellia comme un clin d'œil à la prétention infondée de sa famille à descendre des Romains ,. Il est haut shérif du Derbyshire en 1755 . En 1777, l'entrepreneur textile Richard Arkwright loue un moulin à maïs de Gell et le convertit pour filer le coton, en utilisant sa charpente hydraulique. C'est la première filature de coton au monde à utiliser une machine à vapeur.
Gell se marie relativement tard, à l'âge de 50 ans, avec la poétesse Dorothy Milnes (fille et cohéritière de William Milnes d'Aldercar Park), en 1774, avec le consentement de ses parents alors qu'elle a 16 ans ,.
Lorsque Philip Eyre Gell meurt en 1795, il laisse le domaine Hopton au fils aîné Philip Gell (1775–1842). Son deuxième fils est le célèbre antiquaire Sir William Gell . Philip est remplacé par sa fille Isabella, décédée en 1878, mettant ainsi fin à la lignée Gell.
Les archives de la famille Gell de Hopton Hall sont détenues par le Derbyshire Record Office .